# Vincenzio Maria Borghini
Vincenzio Maria Borghini (Firenze, 1515. október 29. – Firenze, 1580. augusztus 18.) olasz bencés szerzetes, történész.
A neve néha előfordul  Vincenzo Borghini alakban is.
A 16. század közepén barátságba került Giorgio Vasarival (1511-1574), a híres építésszel és fontos szerepet vitt Firenze művészi életében. 1552-ben I. Cosimo Medici (1519-1574) az Ártatlanok Kórházának (Istituto degli Innocenti) főorvosává nevezte ki és 1563-ban tagja lett az Accademia del Disegno-nak. Különféle firenzei középületekből számos festménye ismert.
A heraldikában arról ismert, hogy a színek jelölésére a vonalkázást és a betűjelölést is használta.

## Műve
- Borghini, V.: Dell'arme delle famiglie fiorentine. Firenze, 1585

Második kiadása
- Borghini V.: Dell'arme delle famiglie fiorentine. Dai Discorsi a cura di Domenico Maria Manni. Firenze, 1755

Reprint
- Borghini V.: Dell'arme delle famiglie fiorentine. Con le annotazioni di Domenico Maria Manni. Firenze, Festina Lente, (1990)